# LEVEL 32
LEVEL 32 （レベル・サーティツー）は、日本のロックバンド、TRICERATOPSの8thアルバム。2006年11月1日、 ビクターエンタテインメントよりリリース。 

## 内容
- 前作より1年8ヶ月ぶりのリリース。
- タイトルの“32”は“Me too”の意味で、“俺もだよ”と言える経験値に達したいという和田唱の思いが込められている。
- 今作ではカップリング曲含めシングルカットされた曲がすべて収録された。そのため、収録曲の半分は既発曲である。

## 収録曲
| 全作詞・作曲: 和田唱、全編曲: TRICERATOPS。 |                        |        |            |      |
| #                                           | タイトル               | 作詞   | 作曲・編曲 | 時間 |
| 1.                                          | 「トランスフォーマー」 | 和田唱 | 和田唱     | 4:25 |
| 2.                                          | 「Scar」               | 和田唱 | 和田唱     | 4:45 |
| 3.                                          | 「Warp」               | 和田唱 | 和田唱     | 4:18 |
| 4.                                          | 「Walk In The Park」   | 和田唱 | 和田唱     | 5:07 |
| 5.                                          | 「Vine」               | 和田唱 | 和田唱     | 4:04 |
| 6.                                          | 「ホログラム」         | 和田唱 | 和田唱     | 4:59 |
| 7.                                          | 「ベル」               | 和田唱 | 和田唱     | 3:56 |
| 8.                                          | 「僕らの一歩」         | 和田唱 | 和田唱     | 5:18 |
| 9.                                          | 「ハンマー」           | 和田唱 | 和田唱     | 4:08 |
| 10.                                         | 「33」                 | 和田唱 | 和田唱     | 4:26 |
| 11.                                         | 「アンブレラ」         | 和田唱 | 和田唱     | 4:42 |
| 12.                                         | 「ブレーカー」         | 和田唱 | 和田唱     | 3:27 |
| 合計時間:                                   | 合計時間:              | 53:35  |            |      |

### 楽曲解説
1. トランスフォーマー
21stシングル曲。表記は無いが、ミックスが異なるアルバムバージョンである。
2. Scar
3. Warp
21stシングルカップリング曲。
4. Walk In The Park
後にベストアルバム『DINOSOUL -BEST OF TRICERATOPS-』に収録された。
5. Vine
6. ホログラム
7. ベル
8. 僕らの一歩
23rdシングル曲。
9. ハンマー
22ndシングルカップリング曲。
10. 33
22ndシングル曲。
11. アンブレラ
12. ブレーカー
23rdシングルカップリング曲。